# Guruntum-Mbaaru jezik
Guruntum-Mbaaru jezik (gurdung, guruntum; ISO 639-3: grd), afrazijski jezik zapadnočadske skupine, kojim govori 15 000 ljudi (1993) na području nigerijske države Bauchi. Zajedno s jezicima ju [juu], tala [tak] i zangwal [zah] čini podskupinu guruntum.
Pripadnici naroda Guruntum kao drugi jezik koriste hausa [hau]. Ima više dijalekata: dooka, gar, gayar, karakara, kuuku i mbaaru.

## Vanjske poveznice
- Ethnologue (14th)
- Ethnologue (15th)